# Papmezővalány
Papmezővalány (Vălani de Pomezeu), település Romániában, a Partiumban, Bihar megyében.

## Fekvése
Belényestől északnyugatra, a Bihar-hegység alatt, a Vida-patak mellett fekvő település.

## Története
Papmezővalány, Alsópatak nevét 1508-ban említette először Alsopathak néven.
1808-ban Valány (Papmező-), 1828-ban és 1851-ben Papmező-Valány, 1913-ban Papmezővalány néven írták. Egykor kincstári birtok volt, majd a 19. század első felében Zatroch György és Pompéry János is birtokosai voltak. A  falu a 20. század elején a Vuk M. fiai cég birtoka volt. 1910-ben 686 lakosából 6 magyar, 680 román volt. Ebből 680 görögkeleti ortodox volt.
A trianoni békeszerződés előtt Bihar vármegye Magyarcsékei járásához tartozott.

## Nevezetességek
- Az 1730-ban épült görögkeleti Szent Miklós-fatemplom